# Kostel svatého Jakuba Staršího (Velký Újezd)
Kostel svatého Jakuba Staršího je římskokatolický chrám v městysu Velký Újezd v okrese Olomouc. Je farním kostelem farnosti Velký Újezd u Olomouce a je chráněn jako kulturní památka České republiky.

## Historie
Fara doložena už roku 1301 jako součást děkanátu Lipník nad Bečvou v olomouckém arcijáhenství. Asi koncem 15. století byl Pernštejny vystavěn ve Velkém Újezdě kostel, z něhož se zachovala spodní část. Ten sloužil v 16. století protestantské bohoslužbě. Roku 1622 farnost zanikla a městečko Velký Újezd bylo v letech 1623 až 1737 přifařeno do Oseku nad Bečvou. Zdejší kostel byl v těchto letech užíván jako kaple Panny Marie. Roku 1737 zde byla obnovena administratura a roku 1744 i celá farnost. 
Stavba nového kostela začala roku 1749. Byla nově postavena širší a vyšší klenutá loď a původní středověká věž byla zvýšena o dvě patra. Stavitelem byl významný olomoucký architekt Matěj Kniebandl (také např. kostel Panny Marie Sněžné a klášter klarisek v Olomouci) a stavbu prováděl zdejší administrátor Ondřej Kellner (1724–1800). Stavba byla dokončena v roce 1751. Stavebníkem byl František Karel hrabě Podstatský z Prusinovic. Kostel byl posvěcen v neděli po svátku Nanebevzetí Panny Marie roku 1751, pravděpodobně 22. 8. 1751. Svěcení provedl olomoucký světící biskup Leopold Antonín hrabě Podstatský z Prusinovic.
Roku 1843 byl kostel částečně poškozen bleskem.

## Popis
Kostel je postaven ve slohu pozdního baroka, původně se čtyřmi oltáři, jeden byl později zrušen, oratoriem a věží. Nad vchodem je kartuš se znakem patronů a stavebníků kostela hrabat Podstatských-Lichtensteinů, nesený lvy. V roce 1832[zdroj?] byla  pod hlavním  oltářem vybudována rodinná  hrobka Podstatských-Lichtensteinů.